# Dó sustenido maior
Dó sustenido maior (abreviatura no sistema Europeu Dó♯ M e no Americano C♯) é a tonalidade que consiste na escala maior de dó sustenido e contém as notas dó sustenido, ré sustenido, mi sustenido, fá sustenido, sol sustenido, lá sustenido, si sustenido e dó sustenido. A sua armadura contém, pois, sete sustenidos. A sua tonalidade relativa é lá sustenido menor e a sua paralela dó sustenido menor. É enarmônica de ré bemol maior.

## Composições clássicas em dó sustenido maior
- Prelúdio e Fuga Número 3[1] - Johann Sebastian Bach